# Кызылозен
Кызылозен (каз. Қызылөзен) — село в Тупкараганском районе Мангистауской области Казахстана. Административный центр и единственный населённый пункт Кызылозенского сельского округа. Находится на побережье Каспийского моря, примерно в 29 км к юго-востоку от города Форт-Шевченко, административного центра района, на высоте 9 метров ниже уровня моря. Код КАТО — 475237100.

## Население
В 1999 году численность населения села составляла 1016 человек (520 мужчин и 496 женщин). По данным переписи 2009 года, в селе проживало 1112 человек (626 мужчин и 486 женщин).

## Известные жители и уроженцы
- Кульбеков, Туржан (1898 — ?) — Герой Социалистического Труда.